# Abbott Laboratories
Abbott Laboratories er en amerikansk multinational sundheds- og sundhedsteknologivirksomhed. Virksomheden blev etableret i Chicago i 1888 af Wallace Calvin Abbott. Indtil 2013 havde virksomheden en farmaceutisk afdeling, efter et virksomheds-spin-off kendes denne som AbbVie.
1. ↑  Navnet er anført på engelsk og stammer fra Wikidata hvor navnet endnu ikke findes på dansk.